# Lazhar Hadj Aïssa
Lazhar Hadj Aïssa (arabisch لزهر الحاج عيسى; * 23. März 1984 in Batna) ist ein algerischer Fußballspieler.

## Karriere

### Verein
Lazhar Hadj Aïssa begann seine Karriere im Jahr 1994 in der Jugend vom MSP Batna, wo er 2003 für ein Jahr lang in der Profimannschaft spielte. Im Sommer 2004 wechselte er zu ES Sétif, bei denen er in seiner ersten Saison 25 Ligaspiele bestritt und dabei zwei Tore schoss. Auch im zweiten Jahr kam er regelmäßig zum Einsatz und traf sogar fünf Mal.
Im Juni 2006 absolvierte er auf Empfehlung von Zinédine Zidane ein Probetraining beim spanischen Topklub Real Madrid. In seiner dritten Spielzeit schaffte er mit seinem Team den Gewinn der Meisterschaft, erstmals wieder nach 1987. Er trug auch erheblich beim Gewinn der arabischen Champions League 2006/07 und wurde zum besten Spieler des Turniers gewählt. Ein Jahr später konnte der ES Sétif den Champions-League-Titel verteidigen, allerdings kam man in der Meisterschaft nur auf den dritten Platz.
Am 11. Juli 2008 wurde bekannt, dass Hadj Aïssa beim portugiesischen Rekordmeister Benfica Lissabon ein Probetraining absolvieren soll. Benfica war kurz davor ihn auszuleihen, doch Hadj Aïssa lehnte das Angebot ab. Zwei Wochen später reiste er in die Ukraine zu Metalist Charkiw und unterschrieb dort einen Vertrag, doch dieser wurde später für ungültig erklärt, da man sich nicht über die Ablösesumme einigen konnte.
Am 9. August 2009 unterschrieb er einen Vertrag beim Verein aus Saudi-Arabien bei Al-Ettifaq. Doch auch dieser Transfer kam nicht zustande, da Al-Ettifaq finanzielle Probleme hatte und nicht in der Lage war die Ablösesumme zu zahlen.
Am 24. August absolvierte er ein Probetraining beim englischen Verein FC Portsmouth. Dort trainierte bis zum Ende der Transferperiode Ende September, doch versäumte es eine Arbeitserlaubnis in England zu bekommen. Portsmouth wollte weiterhin am Transfer festhalten, doch war durch die fehlende Arbeitserlaubnis nicht in der Lage dazu.
Beim 3:0-Sieg im Pokalendspiel 2010 führte er seine Mannschaft als Spielführer aufs Feld.
Im Januar 2013 kehrte er zurück nach Algerien, zu MC Alger. Dort jedoch konnte er aufgrund einer hartnäckigen Meniskusverletzung kein einziges Spiel für das Team bestreiten. Im darauffolgenden Juli wurde sein Vertrag dann aufgelöst. Nach gut einem Jahr ohne fußballerisches Engagement absolvierte er im Juli 2014 ein Probetraining beim algerischen Erstliga-Aufsteiger USM Bel-Abbès.

### Nationalmannschaft
Hadj Aïssa spielte schon für die algerische U-23-Nationalmannschaft, bis er 2005 erstmals für ein A-Länderspiel nominiert wurde und am 8. Oktober beim 0:0-Unentschieden Gabun zum Einsatz kam. Obwohl er 2005 schon sein Debüt gab, absolvierte bisher nur acht Länderspiele. Auch in der A'-Nationalmannschaft spielte er schon, die sich mit algerischen Spielern aus der eigenen Liga zusammensetzt.

## Titel und Erfolge
ES Sétif
- Algerischer Meister: 2006/07, 2008/09
- North African Cup of Champions: 2009
- Algerischer Pokal: 2009/10
- North African Super Cup: 2010
- North African Cup Winners Cup: 2010
- Arabische Champions League: 2006/07, 2007/08

Al Qadsia Kuwait
- Kuwaiti Premier League: 2011/12
- Kuwait Emir Cup: 2011/12

Individuelle Ehrungen
- Bester Spieler der arabischen Champions League 2006/07
- Bester Jungprofi der algerischen Liga 2005/06